# Warrenton (Missouri)
Warrenton település az Amerikai Egyesült Államok Missouri államában, Warren megyében, melynek megyeszékhelye is. Lakosainak száma 8429 fő (2020. április 1.).

## Népesség
A település népességének változása:

| 2010 | 7 880 |
| 2020 | 8 429 |